# Championnat du pays de Galles de football 2017-2018
Navigation
Welsh Premier League 2016-2017 Welsh Premier League 2018-2019
La saison 2017-2018 de Welsh Premier League est la vingt-cinquième édition du championnat de première division du pays de Galles, qui constitue le premier échelon national du football gallois et qui oppose douze clubs professionnels, à savoir les dix premiers de la saison 2016-2017, le promu de la Cymru Alliance et le promu de la Welsh Football League.
Le championnat débute le 11 août 2016 et se déroule en trois phases. Les clubs s'affrontent d'abord en matches aller-retour sur vingt-deux journées dans une poule unique, puis en matches aller-retour sur dix journées en deux poules de six, avant une série éliminatoire pour la dernière place en Ligue Europa en matches simples sur deux journées.
Le sextuple tenant du titre, The New Saints, remet son titre en jeu.
Au terme de la saison, The New Saints remporte le championnat avec quatorze points d'avance sur son dauphin Bangor City. Le podium est complété par Connah's Quay Nomads qui a aussi remporté la Coupe du pays de Galles.
Bangor City, malgré sa deuxième place, est relégué directement en deuxième division. Des raisons financières lui ont interdit la possibilité de renouveler sa licence de première division. Ayant aussi échoué à valider sa licence UEFA, le club est aussi retiré des compétitions européennes pour la saison 2018-2019. Prestatyn Town, dernier du championnat, l'accompagne en deuxième division.

## Clubs participants
| \| Aberystwyth Bala Town Bangor Carmarthen Connah's Quay Llandudno Newtown TNS Cardiff MU Cefn Druids Prestatyn Town Barry Town United \| Localisation des clubs engagés dans le championnat. |
| Aberystwyth Bala Town Bangor Carmarthen Connah's Quay Llandudno Newtown TNS Cardiff MU Cefn Druids Prestatyn Town Barry Town United                                                           |

| Club                                          | Ville                                | Classement 2016-2017 |
| --------------------------------------------- | ------------------------------------ | -------------------- |
| Aberystwyth Town Football Club                | Aberystwyth                          | 10e                  |
| Bala Town Football Club                       | Bala                                 | 3e                   |
| Bangor City Football Club                     | Bangor                               | 4e                   |
| Barry Town United Football Club               | Barry                                | 1er (WFL)            |
| Cardiff Metropolitan University Football Club | Cardiff                              | 6e                   |
| Carmarthen Town Football Club                 | Carmarthen                           | 5e                   |
| Cefn Druids Association Football Club         | Cefn Mawr                            | 8e                   |
| Connah's Quay Nomads Football Club            | Connah's Quay                        | 2e                   |
| Llandudno Football Club                       | Llandudno                            | 9e                   |
| Newtown Association Football Club             | Newtown                              | 7e                   |
| Prestatyn Town Football Club                  | Prestatyn                            | 2e (CA)              |
| The New Saints Football Club                  | Llansantffraid-ym-Mechain / Oswestry | 1er                  |

Légende des couleurs
- Tenant du titre et qualifié pour le 2e tour de qualification de la Ligue des Champions 2017-2018
- Qualifié pour le 1er tour de qualification de la Ligue Europa 2017-2018
- Promu

## Compétition

### Déroulement
Le championnat comprend trois phases. Durant la première, qui dure de la 1re à la 22e journée, les douze clubs s'affrontent à deux reprises. Au terme de la 22e journée, deux poules sont créées : la première réunit les clubs classés aux six premières places et la seconde, ceux classés aux six dernières. Au sein de ces poules, les clubs s'affrontent à nouveau à deux reprises, pour un total de trente-deux matches disputés durant la saison. Les clubs qui terminent aux deux dernières places de la deuxième poule sont relégués au terme de la saison.
La troisième phase consiste en une série éliminatoire en matches simples, disputée entre les clubs ayant terminé entre la 4e et la 7e place sur deux tours, une demi-finale et une finale.

### Classement
| Rang | Équipe                          | Pts | J  | G  | N | P  | Bp | Bc | Diff |
| ---- | ------------------------------- | --- | -- | -- | - | -- | -- | -- | ---- |
| 1    | The New Saints T                | 74  | 32 | 23 | 5 | 4  | 83 | 32 | +51  |
| 2    | Bangor City                     | 60  | 32 | 19 | 3 | 10 | 49 | 32 | +17  |
| 3    | Connah's Quay Nomads C          | 57  | 32 | 17 | 6 | 9  | 46 | 29 | +17  |
| 4    | Bala Town                       | 49  | 32 | 15 | 4 | 13 | 37 | 48 | -11  |
| 5    | Cefn Druids                     | 44  | 32 | 12 | 8 | 12 | 38 | 41 | -3   |
| 6    | Cardiff Metropolitan University | 43  | 32 | 12 | 7 | 13 | 46 | 41 | +5   |
|      |                                 |     |    |    |   |    |    |    |      |
| 7    | Barry Town United P             | 53  | 32 | 16 | 5 | 11 | 39 | 31 | +8   |
| 8    | Newtown AFC                     | 40  | 32 | 12 | 4 | 16 | 52 | 55 | -3   |
| 9    | Aberystwyth Town                | 37  | 32 | 10 | 7 | 15 | 47 | 56 | -9   |
| 10   | Llandudno FC                    | 36  | 32 | 9  | 9 | 14 | 40 | 44 | -4   |
| 11   | Carmarthen Town                 | 29  | 32 | 8  | 5 | 19 | 35 | 62 | -27  |
| 12   | Prestatyn Town P                | 19  | 32 | 4  | 7 | 21 | 27 | 67 | -40  |

| Légende : Qualifications et relégations | Légende : Qualifications et relégations                                                            |
| --------------------------------------- | -------------------------------------------------------------------------------------------------- |
|                                         | Qualification pour le 1er tour de qualification de la Ligue des Champions 2018-2019                |
|                                         | Qualification pour le 1er tour de qualification de la Ligue Europa 2018-2019                       |
|                                         | Qualification pour le tour préliminaire de la Ligue Europa 2018-2019                               |
|                                         | Qualification pour les playoffs de qualification au tour préliminaire de la Ligue Europa 2018-2019 |
|                                         | Relégation directe en deuxième division                                                            |
|                                         | T : Tenant du titre C : Vainqueur de la Welsh Cup PO : Vainqueur des playsoffs P : Promu de D2     |

Bangor City , 2e du championnat, ne parvient pas à obtenir de licence UEFA ainsi que de licence pour jouer en 1re division pour la saison 2018-2019. Le club est donc relégué et perd sa qualification européenne et Carmarthen Town est maintenu en première division.

### Résultats
| Résultats (▼dom., ►ext.)                                   | ABE | BAL | BAN | BAR | CAR | CAM | CEF | GAP | LLA | NEW | PRE | TNS |
| Aberystwyth Town                                           |     | 1-2 | 2-3 | 0-0 | 0-2 | 1-2 | 1-0 | 4-2 | 0-2 | 3-0 | 7-1 | 1-2 |
| Bala Town                                                  | 1-1 |     | 0-1 | 2-0 | 2-1 | 0-4 | 2-1 | 1-1 | 2-1 | 3-0 | 1-0 | 0-3 |
| Bangor City                                                | 3-2 | 5-0 |     | 0-1 | 2-3 | 1-0 | 0-1 | 1-0 | 0-1 | 3-1 | 1-0 | 5-2 |
| Barry Town                                                 | 1-1 | 0-1 | 1-1 |     | 1-0 | 3-1 | 1-3 | 0-1 | 1-0 | 2-0 | 4-0 | 0-1 |
| Cardiff Met                                                | 1-1 | 1-2 | 3-1 | 3-0 |     | 5-0 | 1-1 | 0-0 | 1-0 | 2-0 | 2-1 | 0-0 |
| Carmarthen Town                                            | 1-1 | 0-1 | 0-0 | 1-2 | 0-2 |     | 0-1 | 1-2 | 0-0 | 0-2 | 0-3 | 0-5 |
| Cefn Druids                                                | 2-0 | 3-0 | 0-2 | 2-1 | 0-3 | 0-0 |     | 0-1 | 0-0 | 0-0 | 2-2 | 1-3 |
| Connah's Quay Nomads                                       | 5-1 | 1-0 | 0-2 | 3-0 | 1-0 | 3-1 | 1-1 |     | 1-1 | 4-0 | 2-1 | 2-2 |
| Llandudno                                                  | 2-3 | 1-1 | 0-0 | 1-0 | 0-0 | 3-0 | 1-2 | 1-0 |     | 2-1 | 2-2 | 0-1 |
| Newtown                                                    | 4-0 | 1-3 | 1-2 | 3-0 | 3-2 | 4-1 | 1-1 | 0-1 | 2-1 |     | 3-0 | 2-3 |
| Prestatyn Town                                             | 1-2 | 0-2 | 4-2 | 1-0 | 0-2 | 3-2 | 1-2 | 0-4 | 1-3 | 0-0 |     | 1-4 |
| The New Saints                                             | 4-0 | 3-0 | 2-1 | 0-1 | 2-1 | 5-2 | 4-0 | 3-0 | 1-0 | 2-4 | 6-1 |     |
| - Victoire à domicile - Match nul - Victoire à l'extérieur |     |     |     |     |     |     |     |     |     |     |     |     |

| Résultats (▼dom., ►ext.)                                   | BAL | BAN | CAR | CEF | CQN | TNS |
| Bala Town                                                  |     | 1-2 | 1-0 | 1-0 | 0-1 | 1-4 |
| Bangor City                                                | 1-2 |     | 3-0 | 1-0 | 1-0 | 1-0 |
| Cardiff Met                                                | 4-3 | 1-2 |     | 1-3 | 0-2 | 1-1 |
| Cefn Druids                                                | 3-1 | 0-2 | 3-1 |     | 2-0 | 2-2 |
| Connah's Quay Nomads                                       | 1-1 | 1-0 | 3-0 | 2-1 |     | 0-1 |
| The New Saints                                             | 3-0 | 3-0 | 3-3 | 5-1 | 3-1 |     |
| - Victoire à domicile - Match nul - Victoire à l'extérieur |     |     |     |     |     |     |

| Résultats (▼dom., ►ext.)                                   | ABE | BAR | CAM | LLA | NEW | PRE |
| Aberystwyth Town                                           |     | 0-2 | 1-1 | 3-1 | 5-3 | 1-1 |
| Barry Town                                                 | 3-1 |     | 1-0 | 4-1 | 1-1 | 2-0 |
| Carmarthen Town                                            | 3-3 | 0-1 |     | 3-2 | 3-2 | 3-1 |
| Llandudno                                                  | 1-0 | 2-3 | 3-2 |     | 3-4 | 2-2 |
| Newtown                                                    | 0-1 | 1-2 | 2-3 | 3-2 |     | 3-0 |
| Prestatyn Town                                             | 0-1 | 0-0 | 0-1 | 0-0 | 0-1 |     |
| - Victoire à domicile - Match nul - Victoire à l'extérieur |     |     |     |     |     |     |

### Playoffs de qualification pour la Ligue Europa
Les équipes classées entre la 5e et la 8e disputent les play-offs pour déterminer la troisième équipe galloise qualifiée en Ligue Europa 2018-2019.
| Barrage, demi-finale | Cardiff Metropolitan University Football Club | 4 – 1   | Barry Town United Football Club | Cyncoed Stadium |  |
| 12 mai 2018 17:15    |                                               | (3 – 0) |                                 |                 |  |

| Barrage, finale   | Cefn Druids Association Football Club | 1 – 0 | Cardiff Metropolitan University Football Club | The Rock |  |
| 20 mai 2018 12:25 |                                       | (–)   |                                               |          |  |

Le Cefn Druids Association Football Club se qualifie pour le tour préliminaire de la Ligue Europa 2018-2019.

## Bilan de la saison
| Championnat du pays de Galles de football 2017-2018                        |                            |
| Champion                                                                   | The New Saints (12e titre) |
| Coupes et trophées                                                         |                            |
| Vainqueur de la Coupe du pays de Galles 2017-2018                          | Connah's Quay Nomads       |
| Qualifications continentales                                               |                            |
| Ligue des champions de l'UEFA 2018-2019                                    | The New Saints             |
| Ligue Europa 2018-2019                                                     | Connah's Quay Nomads       |
| Ligue Europa 2018-2019                                                     | Bala Town FC               |
| Ligue Europa 2018-2019                                                     | Cefn Druids                |
| Promotions et relégations                                                  |                            |
| Promus en Championnat du pays de Galles de football                        | Caernarfon Town            |
| Promus en Championnat du pays de Galles de football                        | Llanelli Town              |
| Relégués en Championnat du pays de Galles de football de deuxième division | Bangor City                |
| Relégués en Championnat du pays de Galles de football de deuxième division | Prestatyn Town             |